# Slug (unità di misura)
Lo slug è un'unità di misura derivata della massa, adottata dal sistema imperiale britannico e dal sistema consuetudinario statunitense. È definito come la massa che viene accelerata di 1 ft/s2 quando è sottoposta ad una forza di 1 lbf.
Uno slug equivale a 32,174049 libbre e 14,593903 chilogrammi, e sulla Terra esercita una forza (secondo la definizione di peso) pari a 143 N o 32,2 lbf.